# Karate Warriors
Pour plus de détails, voir Fiche technique et Distribution.
Karate Warriors (子連れ殺人拳, Kozure satsujin ken) est un film japonais d'arts martiaux réalisé par Kazuhiko Yamaguchi et sorti au Japon en 1976. Il est inédit en France.

## Synopsis
Chico arrive dans une ville où règne une guerre sans merci entre deux gangs mafieux rivaux. Il entreprend de récupérer un stock important d'héroïne caché par l'ancien chef d'un des deux gang.

## Fiche technique
- Titre anglais : Karate Warriors
- Titre original : 子連れ殺人拳 (Kozure satsujin ken?)
- Réalisation : Kazuhiko Yamaguchi
- Scénario : Tatsuhiko Kamoi
- Production : Tōei
- Pays d'origine :  Japon
- Genre : Film d'action, Film d'arts martiaux
- Durée : 89 minutes
- Date de sortie : 10 avril 1976

## Distribution
- Sonny Chiba : Chico
- Hideo Murota

## Récompenses et distinctions

### Nominations
- Saturn Award 2008 :
  - Saturn Award de la meilleure collection DVD (au sein du coffret Sonny Chiba Collection)